# Маргарян, Грант Овсепович
Грант О́сипович Маргаря́н (арм. Հրանտ Մարգարյան, 1958, Новая Джульфа, Исфахан, Иран) — армянский политический деятель, лидер партии «Дашнакцутюн».

## Биография
- 1987—1990 — был ответственным за СМИ в аппарате бюро АРФ «Дашнакцутюн» г. Афины
- 1990 — вместе с семьёй переехал на постоянное место жительства в Ереван.
- 1998 — гражданин Республики Армения.
- 1998—2000 — был избран членом верховного органа АРФ «Дашнакцутюн». Член бюро АРФД, представитель бюро АРФ.

Женат, отец двоих детей.

## Награды
- Орден «За заслуги перед Отечеством» 1-й степени (17 сентября 2016) — по случаю 25-летия Независимости Республики Армения, за активную общественно-политическую деятельность[1]